# 크소니언 행성

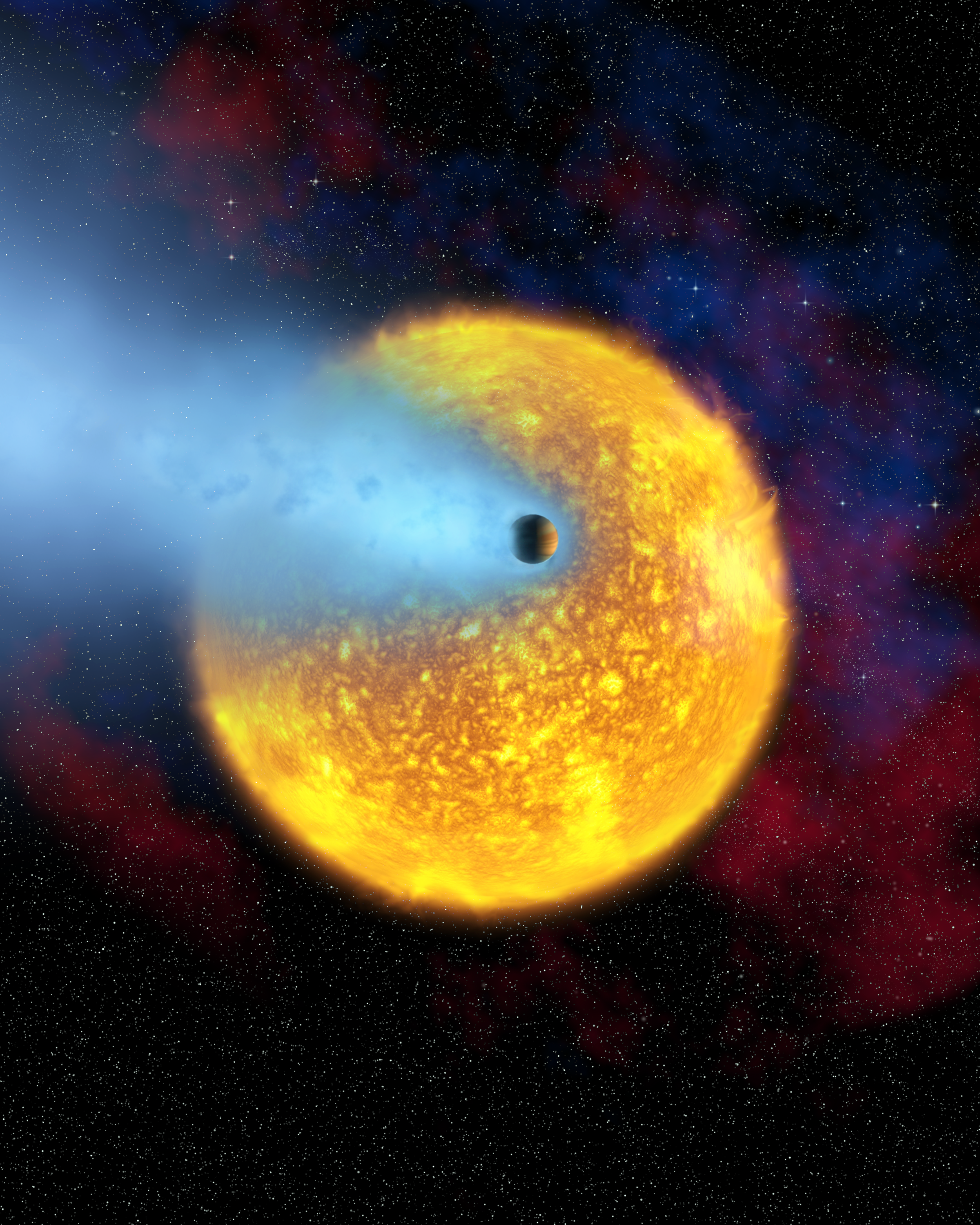
오시리스는 태양풍이 대기와 표면을 날려버린다.

크소니언 행성(Chthonian planet)은 가스 행성의 수소 및 헬륨 대기가 벗겨져 나가고 중심부의 핵이 노출된, 이론상의 행성이다. 모항성에 매우 가까이 붙어 돌게 되면 항성에서 받는 에너지로 인하여 외곽 대기가 우주 공간으로 탈출하게 되고, 이 결과 중심부의 철질 또는 암석 핵이 외부에 드러나게 된다. 이 핵은 지구형 행성과 비슷한 모습을 보일 것이다.
HD 209458 b는 가스 행성이지만, 외곽 대기를 모항성의 열로 인하여 잃어버리는 과정을 보이고 있으므로 시간이 지나면 크소니언 행성이 될 것으로 예측한다. 그러나 아직 크소니언 행성으로 입증된 천체는 발견되지 않았다. 하지만, 케플러-70b라는 행성은 크소니언 행성일 가능성이 높다.

## 참고 문헌
1. ↑  Hébrard G., Lecavelier Des Étangs A., Vidal-Madjar A., Désert J.-M., Ferlet R. (2003), Evaporation Rate of Hot Jupiters and Formation of Chthonian Planets[깨진 링크(과거 내용 찾기)], Extrasolar Planets: Today and Tomorrow, ASP Conference Proceedings, Vol. 321, held  2003-06-30 ~ 2003-07-04, Institut d'astrophysique de Paris, France. Edited by Jean-Philippe Beaulieu, Alain Lecavelier des Étangs and Caroline Terquem.

## 같이 보기
- 가상행성
- 뜨거운 목성